# Фурчи Сикуло
Фурчи Сикуло (итал. Furci Siculo) је насеље у Италији у округу Месина, региону Сицилија.
Према процени из 2011. у насељу је живело 2956 становника. Насеље се налази на надморској висини од 22 м.

## Становништво
Према резултатима пописа становништва 2011. у општини је живело 3.428 становника.
| 1936. | 1951. | 1961. | 1971. | 1981. | 1991. | 2001. | 2011. |
| ----- | ----- | ----- | ----- | ----- | ----- | ----- | ----- |
| 3.447 | 3.327 | 3.234 | 3.133 | 3.102 | 3.321 | 3.285 | 3.428 |